# Hylaeus timberlakei
Hylaeus timberlakei is een vliesvleugelig insect uit de familie Colletidae. De wetenschappelijke naam van de soort is voor het eerst geldig gepubliceerd in 1970 door Snelling.